# Eugenia xanthoxyloides
Eugenia xanthoxyloides là một loài thực vật có hoa trong Họ Đào kim nương. Loài này được Cambess. mô tả khoa học đầu tiên năm 1833.